# Edrioasteroidea
Die Edrioasteroidea sind eine ausgestorbene Klasse der Stachelhäuter. Sie gehören zu den ältesten Stachelhäutern, sind seit dem unteren Kambrium in der Fossilüberlieferung nachzuweisen und starben im Mittelperm aus. Ihre Diversität blieb gering, im Ordovizium scheint mit über 20 Gattungen der Höhepunkt ihrer Vielfalt zu liegen.

## Merkmale
Die Edrioasteroidea waren marine, sessile, aber nicht festgewachsene Organismen, die sich wahrscheinlich mit ihrer Unterseite, ähnlich wie Seeanemonen, an das Substrat ansaugen konnten. Ihr kapselartiger Körper (Theka) war scheiben-, sack- oder turmförmig oder hatte die Gestalt einer Halbkugel. Der Durchmesser lag für gewöhnlich bei 15 bis 30 mm, das Minimum bei 5 bis 7 mm, das Maximum bei 90 mm. In der Mitte der Theka lag der von Plättchen bedeckte Mund, von dem fünf Ambulacralfelder ausgingen, die meist gegen den Uhrzeigersinn geschwungen verliefen. Die Ambulacralfelder werden von ein- bis zweizeiligen Bodenplatten gestützt. Sie sind mit Poren versehen, die sekundär auch verschlossen sein können. An den Außenrändern der Ambulacralfelder sitzen größere Deckplatten, an die sich, zur Mittellinie der Ambulacralfelder, kleinere Deckplatten anschließen. Durch sie wurden die Ambulacralfüßchen geschützt während das Tier ruhte.

## Lebensweise
Die Edrioasteroidea lebten im Flachwasser, ernährten sich wahrscheinlich als Suspensionsfresser, filterten mit ihren Ambulacralfüßen planktonische Organismen aus dem vorbeiströmenden Wasser und führten sie durch bewimperte Schleimbahnen zum Mund. 